# Trije velikani
Trije velikani  je ljudska pravljica, ki naj bi izvirala iz Tolmina.

## Uvod
Pravljica Trije velikani je ena izmed mnogih slovenskih ljudskih pripovedi, ki so se prenašale od ust do ust in se pri tem spreminjale. Zato te iste pravljice srečujemo v različnih inačicah-variantah. Je del ljudskega slovstva, ki vsebuje pomembno kulturno vrednost, saj z njimi segamo Slovenci dalje v našo zgodovino kot z zapisano besedo.
Pravljice imajo pomembno vlogo za otroke (Bettelheim)=>vplivajo na njihov besedni zaklad, čustva, domišljijo, doživljanje in podoživljanje, moralne vrednote, socializacija, ustvarjalnost, intelektualne sposobnosti in radovednost.

### Povzetek vsebine pravljice
Nekoč je živel mladenič, ki je bil zelo močan. Vsi so se ga bali zaradi njegove moči in tako ga nihče ni hotel vzeti v službo. Ni mu preostalo drugega kot da je stopil do kralja in ga prosil za delo. Tudi on se ga je bal in se ga je poskušal znebiti. Premišljeno ga je poslal v tujo deželo k sovražnemu knezu, ki mu je bil dolžan tri vreče cekinov. Knez je bil znan kot zelo hudoben in neusmiljen mož in tako je kralj sklepal, da se je mladeniča za zmeraj znebil. 
Mladenič na poti sreča tri velikane, ki mu ponudijo svojo pomoč, saj poznajo knezovo neusmiljenost. Velikani pri knezu premagajo zmaja in hude zveri ter tako dobijo želeno vsoto denarja. Nato knez nanje pošlje celo vojsko, a eden izmed velikanov pihne skozi nosnico in tako odnese vso vojsko. Denar odnesejo h kralju, ki pa se jih zelo straši, saj ni pričakoval da bodo kos hudobnemu knezu. Da bi se jih rešil, jim podari vse zlato in jih prosi, naj zapustijo grad. Velikani pustijo ves denar mladeniču, sami pa odidejo vsak v svoj kraj. Mladenič je bil bogat. Vrnil se je srečen domov k očetu, kjer je živel zadovoljen in brez skrbi.

## Analiza pravljice
Pripovedko Trije velikani uvrščamo med ljudske pravljice, saj ima njene značilnosti. V nej nastopa malo oseb (osem oseb, zmaj in zver) in te imajo nedoločena imena (sin, oče, mladenič, kovač...).
- Glavni književni liki: trije velikani, mladenič (sin)
- Stranski književni liki: oče, kovač, kralj, hudobni knez, zmaj, zveri
- Pripovedovalec: tretjeosebni ali vsevedni
- Književni prostor: ni natančno opredeljen (vas, mesto)
- Književni čas: ni natančno opredeljen (nekoč), univerzalen čas (tudi danes)
- Okrasni pridevki: silna moč, sovražni knez, velik gozd, hudi zmaj...
- Stopnjevanje: mladenič najprej sreča prvega, drugega in nazadnje še tretjega velikana; velikan se najprej bori z zmajem potem pa z najhujšimi zvermi na svetu
- Motivi: denar, bojevanje, mladenič, sin, kralj, velikan, vrnitev sina k očetu, gozd, zmaj, zveri...
- Pravljična bitja: velikani, zmaj, zveri
- Pravljično število tri: tretja vas, tri vreče cekinov, trije velikani
- Tema: prijazna pomoč velikanov, zmaga pravičnosti
- Tematika: socialna, bivanjska
- Črno-bela tehnika: dober-hudoben, reven-bogat, pošten-nepošten, velik-majhen
- Sporočilo: Dobro vedno premaga zlo. Dobro je poplačano, slabo kaznovano.

Pravljica ima tipičen začetek (»Oče je imel sina«) in konec (»Mladenič je bil bogat. Vrnil se jesrečen in vesel domov k očetu, kjer je živel potem zadovoljen in brez skrbi.«).

## Liki

### Glavni liki
Mladenič-sin je mlad fant, ki ima v pravljici osredno vlogo na začetku in na koncu. V osrednjem dogajanju prevzamejo to vlogo trije velikani. Mladenič je prikazan kot vztrajen (delo išče od vasi do vasi), ubogljiv (takoj pristane na željo kralja). Fizično je zelo močan, saj lahko na hrbtu nosi železo za cel voz. Je kot zrel otrok, ki se mora znajti v svetu, v katerega je bil poslan. Simbolizira dobrega in pravičnega človeka, ki mu je usoda naklonjena.

Trije velikani so junaki, ki rešijo mladeniča iz brezizhodnega položaja. Imajo nadnaravne moči (prvi ruva drevesa, drugi ima na nogah mlinske kamne in z njimi teče, tretji s pihanjem skizi nos ustvarja silen veter). So dobri, pošteni, pripravljeni so pomagati, so pogumni in se bojujejo za pravičnost.

### Stranski liki
Oče je omenjen le čisto na začetku in čisto na koncu in o njem ne izvemo ničesar, razen da želi, da se njegov sin osamosvoji.

Kovač je boječ, strahopeten, boji se, da bi mu mladenič podrl kovačijo.

Kralj je podoben kovač, pravtako se boji mladeniča. Je bogat in iznajdliv, saj ga pošlje tja, od koder misli, da ga ne bo več..

Hudobni knez je najbolj hudobna, neprijazna oseba v pravljici. Je bogat, nepopustljiv, pretkan in vztrajen. Predstavja zlo, nepoštenost.

## Interpretacija dela
Pripoved Trije velikani je na prvi pogled nepereča pravljica, toda že na začetku se pojavi zanimivost. Pravljica se začne z besedami:"Oče je imel sina.« Mama ni nikjer omenjena. Pravzaprav v celotni pravljici ni niti enega ženskega lika.
Ko oče sina pošlje h kovaču, ga primora da se osamosvoji. Njegovo tavanje po »velikem gozdu« simbolizira mladega človeka, ki je postavljen v svet, ki je zanj še tuj. Pravljica otrokom sporoča (po Bettelheimu ), da v življenju človek naleti tudi na nevarnosti, težave, nepoštenost, hudobijo,.. ki so neizogiben del življenja. A vse to naj bi človek lahko premagal s poštenostjo, pravičnostjo in dobroto. Tako je tudi mladenič dobil pomoč treh velikanov, ki so premagali kneza, na koncu pa je bil bogat in srečen. Torej je dobro premagalo zlo.

## Motivno-tematske povezave

### Motivne
- Motiv treh likov: Trije zajčki, Trije medvedki, Trije metulji
- Motiv sina: Otreh sinovih